# كيم إدواردز
كيم إدواردز (بالإنجليزية: Kim Edwards)‏ (4 مايو 1958، كيلين في الولايات المتحدة)؛ كاتِبة وروائية أمريكية.

## روابط خارجية
- كيم إدواردز على موقع IMDb (الإنجليزية)
- كيم إدواردز على موقع قاعدة بيانات الفيلم (الإنجليزية)